# Los Gatos (álbum)
Los Gatos, también erróneamente llamado La Balsa, es el nombre del álbum debut de estudio homónimo del grupo musical de Argentina Los Gatos, editado el 11 de noviembre de 1967 por RCA Vik. Luego de la edición del sencillo «La balsa» (teniendo como lado B a la canción «Ayer nomás)», lanzado el 3 de julio de 1967, el cual se vendieron más de 250 mil copias (primer éxito masivo del rock argentino), la compañía RCA decidió capitalizar el éxito con la edición del primer larga duración homónimo de Los Gatos, que vería la luz a fines de ese año.

## Grabación y lanzamiento
El lunes 19 de junio el grupo registran "La balsa" (Nebbia y Tanguito) en los Estudios TNT, entre las canciones que grabaron para aquella prueba de la RCA, además de "La balsa", se encontraban “Madre escúchame”, “Ayer nomás” de Moris y Pipo Lernoud, “Ya no quiero soñar” y un tema de Pajarito Zaguri titulado “Quiero ser libre”.
De aquella prueba que Los Gatos grabaron entre abril y junio del 1967 se editó un sencillo que salió a la venta el 3 de julio de 1967 con los temas “La balsa” y “Ayer nomás” en el lado B, el corte fue todo un éxito, llegó a vender más de 200 000 copias con "La balsa", que se transformó en el primer éxito masivo del rock argentino.

## Recepción
En el año 2007, la revista Rolling Stone de Argentina lo ubicó en el puesto 36º de su lista de los 100 mejores álbumes del rock argentino, aunque descendió al puesto 37.º en la versión actualizada de la lista en 2013. La canción "La balsa" ha sido considerada por la revista Rolling Stone y la cadena MTV como la  mejor canción del rock argentino de todos los tiempos.

## Lista de canciones
| Los Gatos I - Lado A |                      |                         |          |  |
| N.º                  | Título               | Escritor(es)            | Duración |  |
| 1.                   | «La Balsa»           | Litto Nebbia - Tanguito | 2:56     |  |
| 2.                   | «Ya No Quiero Soñar» | Litto Nebbia            | 2:01     |  |
| 3.                   | «Lo Olvidarás»       | Litto Nebbia            | 2:45     |  |
| 4.                   | «Madre, Escuchame»   | Litto Nebbia            | 4:15     |  |
| 5.                   | «Un Día de Otoño»    | Litto Nebbia            | 2:31     |  |
| 6.                   | «Ríete»              | Litto Nebbia            | 2:38     |  |
| 16:53                |                      |                         |          |  |

| Los Gatos I - Lado B |                              |                      |          |  |
| N.º                  | Título                       | Escritor(es)         | Duración |  |
| 7.                   | «El Vagabundo»               | Litto Nebbia         | 3:00     |  |
| 8.                   | «Me Harás Pensar en el Amor» | Litto Nebbia         | 2:26     |  |
| 9.                   | «Ayer Nomás»                 | Moris - Pipo Lernoud | 2:12     |  |
| 10.                  | «Mi Ciudad»                  | Litto Nebbia         | 1:53     |  |
| 11.                  | «El Rey Lloró»               | Litto Nebbia         | 4:15     |  |
| 12.                  | «Qué Piensas de Mí»          | Litto Nebbia         | 1:39     |  |
| 14:17                |                              |                      |          |  |

Pistas adicionales en la reedición de CD
| Los Gatos I - Pistas adicionales en la redicción de CD |                  |              |          |  |
| N.º                                                    | Título           | Escritor(es) | Duración |  |
| 13.                                                    | «El día llegará» | Lito Nebbia  | 2:33     |  |
| 14.                                                    | «Jamás creí»     | Lito Nebbia  | 2:57     |  |
| 5:30                                                   |                  |              |          |  |

## Personal
- Litto Nebbia - voz principal y coros, guitarra rítmica y armónica
- Kay Galifi - guitarra principal
- Ciro Fogliatta - órgano, piano y coros
- Alfredo Toth - bajo y coros
- Oscar Moro - batería